# ویویانی (دهانه)
ویویانی یک دهانه برخوردی در ماه‌ است.

## دهانه‌های اقماری
این دهانه ۲ دهانه اقماری دارد.
| Viviani | عرض جغرافیایی | طول جغرافیایی | قطر          |
| ------- | ------------- | ------------- | ------------ |
| P       | ۴.۱° N        | ۱۱۶.۵° E      | ۱۵.۰ کیلومتر |
| N       | ۳.۵° N        | ۱۱۶.۵° E      | ۱۶.۰ کیلومتر |